# Heike Lorenz
Heike Lorenz (* 8. Juni 1961 in Magdeburg) ist eine deutsche Politikerin (SED, PDS, Die Linke). 1998 bis 2000 Mitglied des Landtages Mecklenburg-Vorpommern; 2000–2006 Bürgerbeauftragte des Landes Mecklenburg-Vorpommern.  Sie ist Stellvertreter von Nikolaus Hanenkamp im Landesverfassungsgericht Mecklenburg-Vorpommern.

## Leben und Beruf
1986 war sie Kreisvorsitzende der Pionierorganisation Ernst Thälmann. Nach Fachschulstudium und weiterführendem Studium an der HU Berlin Abschluss als Diplompädagogin.
Von 1990 bis 1998 arbeitete sie im Jugendamt eines Landkreises. Von 1998 bis 2000 war sie Mitglied des Landtages Mecklenburg-Vorpommern. Von 2000 bis 2006 war sie Bürgerbeauftragte von Mecklenburg-Vorpommern. Ein 2007 aufgenommenes Jura-Studium schloss sie 2012 mit dem Ersten Staatsexamen ab, erwarb das Zweite Staatsexamen 2014 und arbeitet seitdem als Rechtsanwältin.
Sie ist verheiratet und hat zwei Kinder.

## Politik
Bei der Landtagswahl in Mecklenburg-Vorpommern 1998 wurde Heike Lorenz über die Landesliste der PDS in den Landtag gewählt. Mit der Wahl zur Bürgerbeauftragten legte sie am 30. November 2000 ihr Landtagsmandat nieder. Nachrücker im Landtag wurde Karsten Neumann.
Um ihre Wahl zur Bürgerbeauftragten im Jahr 2000 (als Nachfolger für Frieder Jelen (CDU)) gab es eine heftige politische Kontroverse. Heike Lorenz hatte im Oktober 2000 während einer Feierstunde zum zehnjährigen Bestehen des Landtages erklärt, eine Politik, die das Erbe der DDR ausschlage, verletze die Würde der Menschen, die in der DDR ihr Zuhause hatten. Nicht nur die oppositionelle CDU Mecklenburg-Vorpommern, sondern auch Teile der SPD und die Evangelische Kirche kritisierten dies. Heike Lorenz war von der PDS für das Amt vorgeschlagen worden.
Heike Lorenz erwarb mit ihrer Amtsführung den Respekt der vormaligen Kritiker.
In ihrer Amtszeit erhöhte sich die Anzahl der Petitionen stetig von 1.282 im Jahr 2001 auf 1.844 im Jahr 2006.
Sie setzte daneben Akzente durch ihr persönliches Engagement für Demokratie und Toleranz, u. a. 2001 als erste Vertreterin aus Mecklenburg-Vorpommern in der Initiative „Gesicht zeigen“, mit der Organisation eines gemeinsamen Friedensgebetes von Christen, Juden und Muslimen 2002 in Reaktion auf den 11. September 2001, mit Angeboten interkultureller Bildung für Schulen und soziale Einrichtungen.
Bis zur Bildung einer entsprechenden Arbeitsstelle im Sozialministerium 2003 vertrat Heike Lorenz das Land Mecklenburg-Vorpommern in der Konferenz der Ausländerbeauftragten der Bundesländer.
Heike Lorenz, als Bürgerbeauftragte zugleich für die Belange behinderter Menschen zuständig, veranstaltete jährlich Fachtagungen unter dem Motto „Lebensentwürfe“ zu Problemen des Alltags behinderter Menschen, zur Verhinderung von Diskriminierung und Ausgrenzung sowie zur Herstellung von Barrierefreiheit, sowie einen Landeskunstwettbewerb behinderter Menschen. Sie vertrat das Land bei den Konferenzen der Behindertenbeauftragten der Länder.
2001 bis 2006 war Heike Lorenz Mitglied des Europäischen Ombudsman-Instituts mit Sitz in Innsbruck.
2004 war Heike Lorenz Gründungsmitglied der Arbeitsgemeinschaft der parlamentarisch gewählten Bürgerbeauftragten in Deutschland.
Nach 6-jähriger Amtszeit trat Heike Lorenz nicht erneut zur Wahl an. Ihr Nachfolger wurde Bernd Schubert.
In der Nachfolgepartei, Die Linke, Landesverband Mecklenburg-Vorpommern wirkte sie 2010 bei der Satzungskonferenz in Güstrow mit.